# Centro Internacional de Matemática
O Centro Internacional de Matemática é uma associação privada sem fins-lucrativos cujo objetivo é promover e desenvolver a pesquisa da Matemática. Atualmente, o CIM tem 41 associados, incluíndo 13 Universidades Portuguesas, a Universidade de Macau, 23 centros de investigação e institutos, a Sociedade Portuguesa de Matemática (SPM), a Associação Portuguesa de Investigação Operacional (APDIO), a Sociedade Portuguesa de Estatística (SPE) e a Associação Portuguesa de Mecânica Teórica e Computacional (APMTAC). 
O CIM foi formado em 3 de dezembro de 1993 e foi lançado como um projeto nacional que visava envolver todos os matemáticos Portugueses. Nos anos passados, o CIM organizou vários encontros de matemática e muitas conferências interdisciplinares. Como resultado disso, o CIM tornou-se um importante fórum nacional e internacional para a cooperação entre matemáticos e outros cientistas. O CIM é também um local privilegiado para a troca de informação entre investigadores e cientistas Portugueses, assim como de países de língua portuguesa. 

## Ano Internacional da Matemática 2013
O CIM organizou dois eventos em Lisboa dedicados ao ano Mathematics of Planet Earth, em Março e Agosto/Setembro de 2013.  

## Ligação externa
Página do Centro Internacional de Matemática